# Madsen M-50
A Madsen M-50 ou M/50 é uma submetralhadora lançada em 1950. Foi produzida pela empresa dinamarquesa Dank Industri Syndikat de Copenhague, na Dinamarca. A empresa era conhecida como Madsen em homenagem ao seu fundador, Vilhelm Herman Oluf Madsen.

## Visão geral
Esta arma de fogo era uma variação modificada da M/46. A única grande melhoria foi a alavanca de manejo simplificada. A introdução da M/50 ocorreu em 7 de novembro de 1950 em Mosede, na Dinamarca, até 1953.
A M/50 é feita de chapa de metal estampada. Tem um design de ferrolho aberto, o que significa que é disparada quando o ferrolho está na posição aberta e trancada para trás com um percussor fixo. A M/46 e a M/50 compartilham um design único: a arma de fogo é estampada em 2 peças de chapa de metal, que são modeladas com um cabo de pistola traseiro e encaixe de carregador integrais. As duas peças se encaixam como uma concha com a dobradiça na parte traseira do cabo de pistola. A arma de fogo é mantida unida por uma porca de fixação do cano que é rosqueada na seção dianteira das duas metades da armação. O cabo de pistola é oco, proporcionando espaço de armazenamento para uma ferramenta de municiamento do carregador.
A coronha rebatível é feita de aço tubular coberto com couro e dobra-se no lado direito da arma. A M/50 dispara apenas em modo automático. Ela também possui uma alavanca de segurança do punho, colocada de maneira incomum atrás do encaixe de carregador, além de uma alavanca de segurança manual no lado esquerdo da armação que tranca o desconector no lugar. Para disparar a M/50, o operador deve desativar a segurança manual e, em seguida, segurar o encaixe de carregador apertando a alavanca de segurança do punho.

## Utilizadores
- Argentina[4]
- Bolívia[5]
- Brasil: Produzida sob licença como a INA M953 em .45 ACP.
- Chile[6]
- Colômbia[7]
- Dinamarca[1][5]
- El Salvador[4][5]
- Guatemala[4]
- Indonésia[8]
- Vietnã do Norte[9]
- Nicarágua[7]
- Paraguai[5][7]
- Vietnã do Sul[10]
- Tailândia[6]
- Reino Unido: A M-50 passou por testes intensivos entre 1951 e 1952 contra as submetralhadoras BSA Model 1949 e Sterling. A última foi finalmente selecionada.[11]
- Estados Unidos: Usada, na Guerra do Vietnã, por Boinas Verdes sevindo ao lado de Montagnards em unidades MIKE Force.[12]
- Venezuela[5][6]

Utilizadores não estatais
- Partido Comunista da Malásia[carece de fontes?]
- Associação de Defesa do Ulster[carece de fontes?]
- Red Hand Commando[13]
- Força Voluntária Lealista[carece de fontes?]